# Alsemfeetiran
De alsemfeetiran (Empidonax wrightii) is een zangvogel uit de familie Tyrannidae (tirannen). Deze vogel is genoemd naar zijn ontdekker, de Amerikaanse botanicus Charles Wright (1811-1885).

## Verspreiding en leefgebied
Deze soort komt voor in westelijk Noord-Amerika en overwintert in zuidelijk Mexico.

## Status
De grootte van de populatie is in 2019 geschat op 2,9 miljoen volwassen vogels. Op de Rode lijst van de IUCN heeft deze soort de status niet bedreigd.